# 周攻曲沃之戰
周攻曲沃之戰發生於前704年，周朝軍隊討伐曲沃武公的戰爭。
前745年，晉昭侯把曲沃（在今中國山西省曲沃縣）封給其叔成師，是為曲沃桓叔。前731年，桓叔去世，其子曲沃莊伯繼位。前716年，曲沃莊伯去世，其子曲沃武公繼位。
前705年冬天，（《史記》記載為前706年），當時曲沃日益強大，曲沃武公誘殺了晉小子侯。前704年春天，曲沃軍攻入翼城。是年冬天，周桓王派虢仲率兵討伐曲沃武公，武公只好退回曲沃，周桓王立晉哀侯之弟公子緡為晉的國君，曲沃未能吞併晉國。